# Francesc Martínez i Martínez

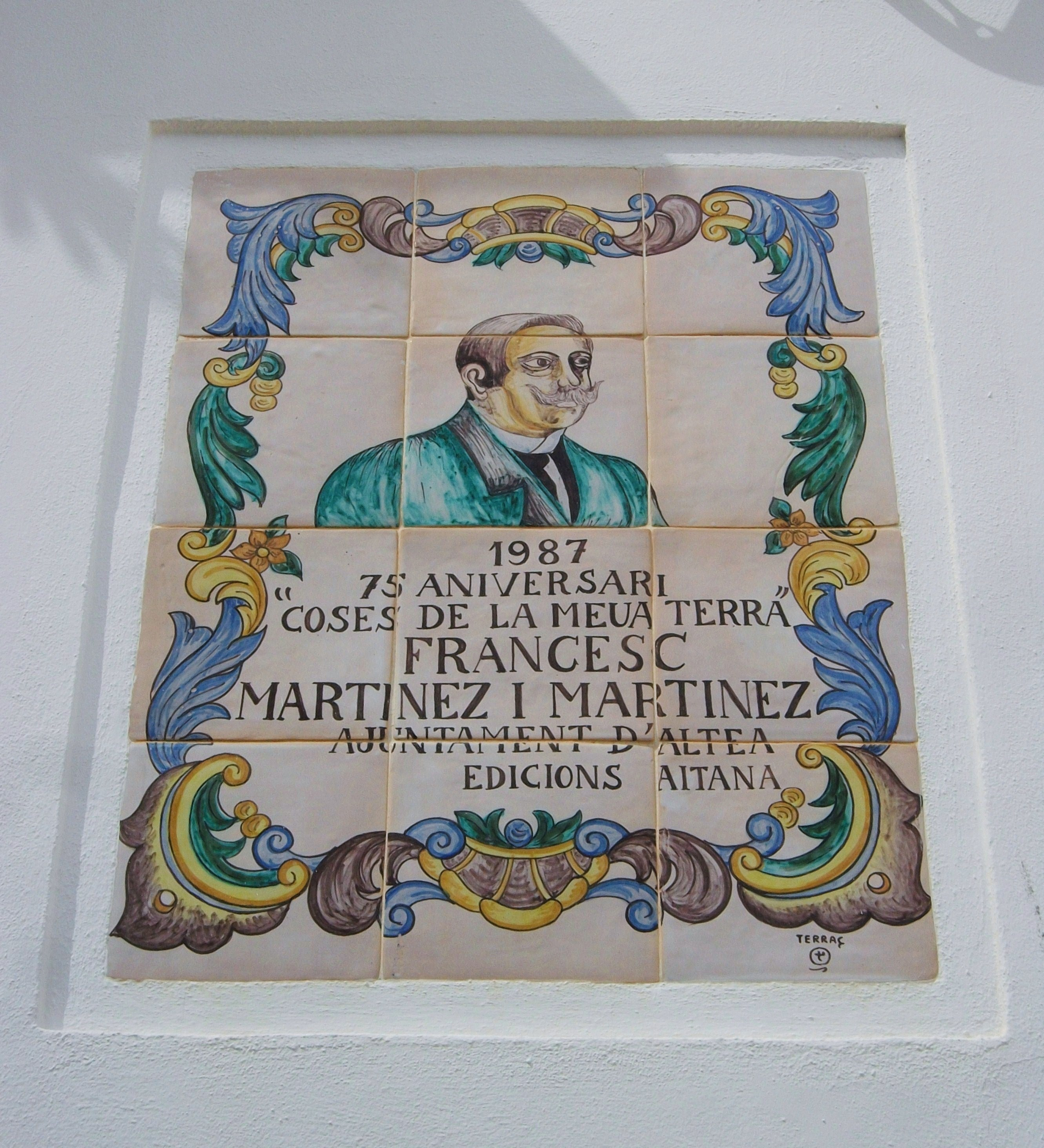
Placa commemorativa dedicada a Francesc Martínez i Martínez a Altea

Francesc Martínez i Martínez (Altea, 13 de juliol de 1866 - Altea, 5 d'octubre de 1946) va ser un historiador i folklorista valencià.

## Biografia
Va nàixer a Altea, fill de Juan Martínez i Martínez i Rosa Martínez i Martínez, al si d'una família de llauradors acomodats. Als deu anys abandonà el seu poble per anar a València, on va estudiar batxillerat i la carrera de dret i on es llicencià l'any 1889. Després d'exercir la seua carrera durant uns anys a València, la Vila Joiosa i a Altea, on va ser jutge municipal, va decidir dedicar-se plenament a la seua activitat favorita: els estudis històrics, literaris i folklòrics.
Casat des de 1894 amb Carmen Pardo Ximénez, va tenir tres fills, però l'arribada del quart va causar la mort de la mare (amb només 31 anys) i de la mateixa criatura, que faltà pocs dies després del naixement. D'aquesta manera, Francesc Martínez restà vidu amb tres fills molt joves. D'entre ells, la filla major, Elisa, fou mare de l'escriptora Carmelina Sánchez-Cutillas, principal biògrafa i vindicadora de la figura del seu avi.
Francesc Martínez i Martínez fou d'idees progressistes però moderades: fou liberal, republicà i valencianista, i alhora cristià practicant i contrari als nous corrents ideològics marxistes. Partidari decidit de l'autonomia del País Valencià, i pròxim a una concepció federalista, participà a partir de l'any 1931, com a representant del Centre de Cultura Valenciana, en les primeres reunions pro autonomia. Sobre aquest particular, defensà amb passió la cooficialitat del bilingüisme i la dignitat i el valor del valencià, de vegades fins i tot posicionant-se públicament en contra d'algun article lesiu per a la llengua aparegut en la premsa de Madrid.
Poc després de lliurar a la impremta el tercer volum de la seua obra Coses de la meua terra, morí a Altea el 5 d'octubre de 1946.

## Activitat intel·lectual
La seua tasca es va centrar fonamentalment en dos àmbits: els estudis sobre la figura de Miguel de Cervantes i la seua principal obra, el Quixot; i els treballs sobre temes relacionats amb el folklore, la literatura i la història dels valencians.
Sobre el primer aspecte, cal dir que Francesc Martínez va reunir una de les biblioteques cervantines més nodrides, amb 425 edicions del Quixot, 200 edicions d'altres obres de l'autor d'Alcalà d'Henares i 600 edicions d'obres diverses sobre temes cervantins. L'any 1952 aquesta biblioteca va ser venuda a la Diputació de València pels seus hereus. Com a prova de les seues dues passions, Cervantes i el País Valencià, Francesc Martínez va deixar completament enllestida una traducció al català del Quixot.
Sobre la seua passió per la llengua i la cultura valenciana, sembla que aquesta arrenca dels seus anys universitaris a la capital. Segons relata la seua neta, Martínez fou membre de la societat valencianista València Nova, fundada per Josep Maria Puig i Torralva i, alhora, membre destacat de Lo Rat Penat, on va arribar a ser vicepresident. Arran de la creació per part de la Diputació de València del Centre de Cultura Valenciana (1915) en va ser nomenat com un dels vuit directors de número. L'any 1935 va passar a exercir-ne el vicedeganat, i a partir del 1942 va ser nomenat degà, càrrec que va ocupar durant dos anys.
Com a escriptor, destaca el seu vessant com a costumista i folklorista. En eixe sentit, va dedicar una bona part dels seus anys a arreplegar llegendes, costums, jocs tradicionals, dites, refranys de la seua terra, al comarca valenciana de La Marina. Destaquen en aquest camp dues obres: Arreplega de llegendes, costums i tradicions del Regne de València (1927) i, sobretot, Coses de la meua terra (La Marina), de la que parlem més avall.
En relació al es seues idees filològiques, fou partidari convençut de la unitat de la llengua, encara que alhora realitzà sempre una defensa enardida de la legitimitat i historicitat del nom valencià. Defensà, com s'ha apuntat abans, la cooficialitat del català, i treballà activament per la constitució d'un estàndard ortogràfic, comú amb Catalunya i Balears però alhora respectuós al màxim amb les peculiaritats dialectals valencianes. Coherentment amb aquestos ideals, Francesc Martínez va col·laborar en la redacció del Diccionari de la Llengua Catalana amb l'Institut d'Estudis Catalans, que el nomenà "Col·laborador per Altea", i va ser un dels signataris de les Normes de Castelló.
Francesc Martínez i Martínez fou membre de l'Acadèmia de Bones Lletres de Barcelona i membre corresponent de la Real Academia de la Historia. A més, també va ser membre de la Reial Societat d'Amics del País de València.

## Coses de la meua terra (La Marina)
Una de les seues obres més celebrades va ser el costumari Coses de la meua terra (la Marina), en tres volums apareguts els anys 1912, 1920 i 1947, que va ser reeditada l'any 1987 i l'any 2012, amb ocasió del centenari de la publicació del primer volum.

## Obres
- 1905 La última aventura de Don Quijote
- 1906 Don Quijote y Sancho Panza
- 1909 Homenatge al comte de Lumiares. Obra de terra saguntina
- 1912 Coses de la meua terra (la Marina) Volum I
- 1914 Endevinalles
- 1916 Martí Joan de Galba, coautor de "Tirant lo Blanc"
- 1916 El descubrimiento de América y las joyas de la reina doña Isabel
- 1917 Juan Antonio Mayans y Síscar y Juan Antonio Pellicer y Saforcada
- 1917 Melchor Valenciano de Mendiolazo. Jurado de Valencia
- 1920 Algo de Bibliografía Valenciano-Vicentista
- 1920 Coses de la meua terra (la Marina) Volum II
- 1922 Los riegos de la villa de Altea y su derecho consuetudinario
- 1925 Una leyenda más destruida. La colección de medallas del Doctor Strany
- 1927 El derecho consuetudinario en Altea, villa de realengo del Reino de Valencia
- 1927 Arreplega de llegendes, costums i tradicions del Regne de València
- 1928 Arqueología valenciana. Hemeroscopeio e Ifach
- 1930 Fiestas en Valencia con motivo de la victoria de Lepanto
- 1935 Don Guillem de Castro no pudo ser Alonso Fernández de Avellaneda
- 1943 Antigüedades de Altea. "Cap Negret"
- 1944 Los amores de doña Isabel de Castilla y don Fernando de Aragón
- 1947 Coses de la meua terra (la Marina) Volum III